# Marco Sullivan
Marco Sullivan (Truckee, 27 april 1980) is een Amerikaans alpineskiër. Hij nam driemaal deel aan de Olympische Winterspelen, maar behaalde hierbij geen medaille.

## Carrière
In 2002 nam Sullivan een eerste keer deel aan de Olympische Winterspelen. Op de Olympische afdaling behaalde hij een negende plaats.
Sullivan maakte zijn wereldbekerdebuut in december 2001 tijdens de Super G in Val-d'Isère. Op 24 november 2007 eindigde hij voor een eerste keer op het podium van een wereldbekerwedstrijd: op de afdaling van Lake Louise eindigde hij op een derde plaats. Op 28 januari 2008 won hij de wereldbekerafdaling in Chamonix-Mont-Blanc.
Ook in 2010 kwalificeerde Sullivan zich voor de Olympische Winterspelen. Op de Super G eindigde hij op de 23e plaats. Op de Olympische winterspelen 2014 eindigde Sullivan 30e op de afdaling.

## Resultaten

### Titels
Amerikaans kampioen afdaling – 2007, 2009
Amerikaans kampioen Super G - 2002

### Olympische Spelen
| Jaar | Plaats         | Resultaten                |
| ---- | -------------- | ------------------------- |
| 2002 | Salt Lake City | 9e Afdaling DNF1 Super G  |
| 2010 | Vancouver      | 23e Super G DSQ1 Afdaling |
| 2014 | Sotsji         | 30e Afdaling              |

### Wereldkampioenschappen
| Jaar | Plaats       | Resultaten                |
| ---- | ------------ | ------------------------- |
| 2003 | Sankt Moritz | 17e Super G 24e Afdaling  |
| 2007 | Åre          | 28e Afdaling              |
| 2009 | Val-d'Isère  | 25e Afdaling DNF1 Super G |
| 2013 | Schladming   | DNF1 Afdaling             |

### Wereldbeker

#### Eindklasseringen
| Seizoen   | Algm | AD  | SG  | SC  |
| --------- | ---- | --- | --- | --- |
| 2001/2002 | 144e | 55e | -   | -   |
| 2002/2003 | 55e  | 20e | 26e | -   |
| 2005/2006 | 86e  | 31e | 39e | -   |
| 2006/2007 | 52e  | 24e | -   | 42e |
| 2007/2008 | 28e  | 4e  | 30e | -   |
| 2008/2009 | 30e  | 15e | 13e | -   |
| 2009/2010 | 65e  | 29e | 25e | -   |
| 2010/2011 | 167e | -   | 59e | -   |
| 2011/2012 | 93e  | 37e | 45e | -   |
| 2012/2013 | 55e  | 14e | -   | -   |
| 2013/2014 | 72e  | 28e | -   | -   |
| 2014/2015 | 47e  | 19e | 53e | -   |

#### Wereldbekerzeges
| Datum           | Plaats              | Onderdeel |
| --------------- | ------------------- | --------- |
| 28 januari 2008 | Chamonix-Mont-Blanc | Afdaling  |

- Library of Congress Control Number: n2012006336
- Virtual International Authority File: 227424329
- WorldCat: E39PBJgH7XB4QfxTMYRQRcqG73